# Mistrzostwa Europy w Biegach Przełajowych 2000
7. Mistrzostwa Europy w Biegach Przełajowych – zawody lekkoatletyczne, które odbyły się w 2000 roku w szwedzkim mieście Malmö.

## Rezultaty

### Mężczyźni

#### Indywidualnie
| Medal  | Zawodnik                  | Rezultat  |
| Złoto  | Paulo Guerra · Portugalia | 29'29 min |
| Srebro | Serhij Łebid · Ukraina    | 29'39 min |
| Brąz   | Driss El Himer · Francja  | 29'45 min |

#### Drużynowo
| Medal  | Zawodnik  | Rezultat |
| Złoto  | Francja   | 23 pkt   |
| Srebro | Hiszpania | 51 pkt   |
| Brąz   | Irlandia  | 72 pkt   |

### Juniorzy

#### Indywidualnie
| Medal  | Zawodnik                         | Rezultat  |
| Złoto  | Wolfram Müller · Niemcy          | 18'59 min |
| Srebro | Chris Thompson · Wielka Brytania | 19'00 min |
| Brąz   | Martin Pröll · Austria           | 19'05 min |

#### Drużynowo
| Medal  | Zawodnik        | Rezultat |
| Złoto  | Portugalia      | 21 pkt   |
| Srebro | Wielka Brytania | 25 pkt   |
| Brąz   | Francja         | 30 pkt   |

### Kobiety

#### Indywidualnie
| Medal  | Zawodnik                     | Rezultat  |
| Złoto  | Katalin Szentgyörgyi · Węgry | 16'34 min |
| Srebro | Analídia Torre · Portugalia  | 16'35 min |
| Brąz   | Olivera Jevtić · Jugosławia  | 16'39 min |

#### Drużynowo
| Medal  | Zawodnik        | Rezultat |
| Złoto  | Portugalia      | 18 pkt   |
| Srebro | Wielka Brytania | 33 pkt   |
| Brąz   | Niemcy          | 54 pkt   |

### Juniorki

#### Indywidualnie
| Medal  | Zawodnik                     | Rezultat  |
| Złoto  | Jéssica Augusto · Portugalia | 12'55 min |
| Srebro | Nicola Spirig · Szwajcaria   | 12'56 min |
| Brąz   | Elvan Abeylegesse · Turcja   | 12'56 min |

#### Drużynowo
| Medal  | Zawodnik        | Rezultat |
| Złoto  | Wielka Brytania | 21 pkt   |
| Srebro | Turcja          | 40 pkt   |
| Brąz   | Szwecja         | 49 pkt   |